# Boothia
Boothia (englisch Boothia Peninsula, ursprünglich Boothia Felix genannt) ist die nördlichste Halbinsel des kanadischen Festlandes. Das Nordkap der Halbinsel, Zenith Point, ist der nördlichste Punkt des nordamerikanischen Festlands. Die Halbinsel hat eine Fläche von etwa 50.000 km² und 809 Einwohner (meist Inuit). Hauptort und einziger Ort ist Taloyoak (vormals Spence Bay). 1948 wurde 60 Kilometer weiter nördlich Ikpik (Thom Bay) gegründet, jedoch bald darauf verlassen. Boothia ist vorwiegend aus präkambrischem Gestein aufgebaut und bis zu 573 m hoch; im Osten und Westen sind ebene Tundra, Frostschutt- und Felsflächen vorherrschend. Die Halbinsel wurde 1829 bis 1833 von John Ross entdeckt, der sie nach seinem Freund Felix Booth (1775–1850) benannte, der die Mittel für die Expedition gegeben hatte. Auf Boothia Felix wurde 1831 von James Clark Ross der Magnetpol der Nordhalbkugel festgestellt, der sich seit 1990 schnell in Richtung Sibirien bewegt und 2007 schon fast 84° nördlicher Breite erreichte.
Die nur zwei Kilometer breite Bellotstraße trennt die Halbinsel von der im Norden angrenzenden Insel Somerset Island. Im Süden der Halbinsel liegt ihre schmalste Stelle – der Boothia Isthmus. Östlich liegt der Golf von Boothia, westlich liegen die Franklin Strait, der McClintock Channel, die James Ross Strait, sowie St. Roch Basin, Rae Strait und Rasmussen Basin.